# Senat Scholz I
Der Senat Scholz I war vom 7. März 2011 bis zum 15. April 2015 die Landesregierung in Hamburg. Die Bürgerschaftswahl am 20. Februar 2011 führte zu einer absoluten Mehrheit der SPD in der Hamburgischen Bürgerschaft. Nachdem ein Landesparteitag Olaf Scholz’ Vorschlag für die Besetzung der Senatorenämter am 20. März zugestimmt hatte, wurden die Senatoren am 23. März von der Bürgerschaft gewählt.
Der Hamburgische Senat bestand seit dem 23. März 2011 aus:

## Abstimmung in der Bürgerschaft
| Wahlgang    | Kandidat        | Kandidat          | Stimmen    | Stimmenzahl | Anteil  | Regierungspartei | Regierungspartei |
| ----------- | --------------- | ----------------- | ---------- | ----------- | ------- | ---------------- | ---------------- |
| 1. Wahlgang |                 | Olaf Scholz (SPD) | Ja-Stimmen | 63          | 52,07 % |                  | SPD              |
| 1. Wahlgang | Nein-Stimmen    | Olaf Scholz (SPD) | 52         | 44,63 %     |         |                  | SPD              |
| 1. Wahlgang | Enthaltungen    | Olaf Scholz (SPD) | 2          | 1,65 %      |         |                  | SPD              |
| 1. Wahlgang | Ungültig        | Olaf Scholz (SPD) | 0          | 0,0 %       |         |                  | SPD              |
| 1. Wahlgang | nicht abgegeben | Olaf Scholz (SPD) | 3          | 2,48 %      |         |                  | SPD              |

## Senat
| Amt                                                   | Name                    | Partei | Partei                                                    | Staatsräte                                                          |
| ----------------------------------------------------- | ----------------------- | ------ | --------------------------------------------------------- | ------------------------------------------------------------------- |
| Präsident des Senats und Erster Bürgermeister         | Olaf Scholz             |        | SPD                                                       | Christoph Krupp Wolfgang Schmidt (Bevollmächtigter beim Bund)       |
| Zweite Bürgermeisterin                                | Dorothee Stapelfeldt    | SPD    |                                                           |                                                                     |
| Behörde für Wissenschaft und Forschung                | Dorothee Stapelfeldt    | SPD    | Kristina Böhlke                                           |                                                                     |
| Behörde für Justiz und Gleichstellung                 | Jana Schiedek           | SPD    | Ralf Kleindiek                                            |                                                                     |
| Behörde für Schule und Berufsbildung                  | Ties Rabe               | SPD    | Michael Voges                                             |                                                                     |
| Kulturbehörde                                         | Barbara Kisseler        |        | parteilos                                                 | Nikolas Hill                                                        |
| Behörde für Arbeit, Soziales, Familie und Integration | Detlef Scheele          |        | SPD                                                       | Jan Pörksen                                                         |
| Behörde für Gesundheit und Verbraucherschutz          | Cornelia Prüfer-Storcks | SPD    | Elke Badde                                                |                                                                     |
| Behörde für Stadtentwicklung und Umwelt               | Jutta Blankau           | SPD    | Michael Sachs (Bereich Bau) Holger Lange (Bereich Umwelt) |                                                                     |
| Behörde für Wirtschaft, Verkehr und Innovation        | Frank Horch             |        | parteilos                                                 | Bernd Egert (Bereich Wirtschaft) Andreas Rieckhof (Bereich Verkehr) |
| Behörde für Inneres und Sport                         | Michael Neumann         |        | SPD                                                       | Volker Schiek (Bereich Inneres) Karl Schwinke (Bezirke und Sport)   |
| Finanzbehörde                                         | Peter Tschentscher      |        | SPD                                                       | Jens Lattmann                                                       |